# Sebastiania pachystachya
Sebastiania pachystachya är en törelväxtart som först beskrevs av Johann Friedrich Klotzsch, och fick sitt nu gällande namn av Johannes Müller Argoviensis. Sebastiania pachystachya ingår i släktet Sebastiania och familjen törelväxter. Inga underarter finns listade i Catalogue of Life.